# ハリウッド監督学入門
『ハリウッド監督学入門』（ハリウッドかんとくがくにゅうもん）は、2009年の日本映画。

## 内容
『ザ・リング2』でハリウッドデビューした中田秀夫が、そこでの映画製作の実状に迫るドキュメンタリー映画である。中田本人の他に、ハリウッドで活躍する多くの映画スタッフが出演している。

## キャスト
- 中田秀夫
- ウォルター・パークス
- ハンス・ジマー
- ロイ・リー
- ミシェル・ワイズラー
- 一瀬隆重
- 清水崇
- ジュリアン・テュアン
- ガブリエル・ベリスタイン
- マイケル・クニュー
- ジョー・メノスキー
- ブライアン・ウィッテン
- ジョナサン・リーベスマン
- マイケル・プライス
- ランデル・ルデル
- マイク・エプリー
- ノラ・ベハール
- ドロン・メンナ

## スタッフ
- 監督/製作：中田秀夫
- ラインプロデューサー/撮影/録音：ジェニファー・フカサワ
- 編集：青野直子
- 音楽：川井憲次
- サウンドエフェクト：柴崎憲治
- 整音：柿澤潔
- 字幕：石田泰子
- 撮影応援：宮崎紀彦、岸塚祐季、小菅規照